# 布古利馬

布古利馬在韃靼斯坦共和國的位置

54°32′11″N 52°47′51″E / 54.53639°N 52.79750°E
布古利馬（俄语：Бугульма）是俄羅斯韃靼斯坦共和國東南部的一個城市，為布古利馬區的行政中心。2002年人口93,014人。
1736年建立，1781年設市。